# 藏边栒子
藏边栒子（学名：Cotoneaster affinis）为蔷薇科栒子属的植物。分布在不丹、印度、尼泊尔以及中国的西藏、四川等地，生长于海拔3,000米至3,800米的地区，见于冷杉林下或河谷灌丛中，目前尚未由人工引种栽培。